# Форосский парк
Форо́сский парк  — ландшафтный парк в посёлке Форос. Основан в 1834 году. Площадь 70 гектаров, из которых 30 это нижняя часть экспозиционная, а 40 это верхняя природоохранная зона, где произрастает множество реликтовых деревьев, включая краснокнижные. Объявлен памятником садово-парковой архитектуры и находится под охраной закона.
Красивой считается центральная часть парка — «Райский уголок». Здесь обустроен живописный каскад водоёмов. Нижняя часть парка плавно переходит в пляж.
В нижней части парка находится братская могила воинов советской армии и могила Александра Терлецкого — советского партизана. В 1963 году на ней установлен обелиск.

## Растительность
В парке растёт более 200 видов и форм деревьев и кустарников, большинство из которых составляют экзотические породы. Среди них секвойядендрон гигантский; сосны алеппская, итальянская, приморская, Сабина; пихты греческая, испанская, нумидийская, кавказская; кедры атласский, гималайский, ливанский; кипарисы аризонский, крупноплодный; пальмы, магнолии, платан и другие породы.

## История
Парк обозначен на картах ещё с 1834 года. Он был заложен генералом Раевским-старшим. В 1887 году имение «Форос» площадью 254 десятин (300 га) приобрёл с торгов московский купец 1-й гильдии Александр Кузнецов — крупнейший российский торговец чаем.

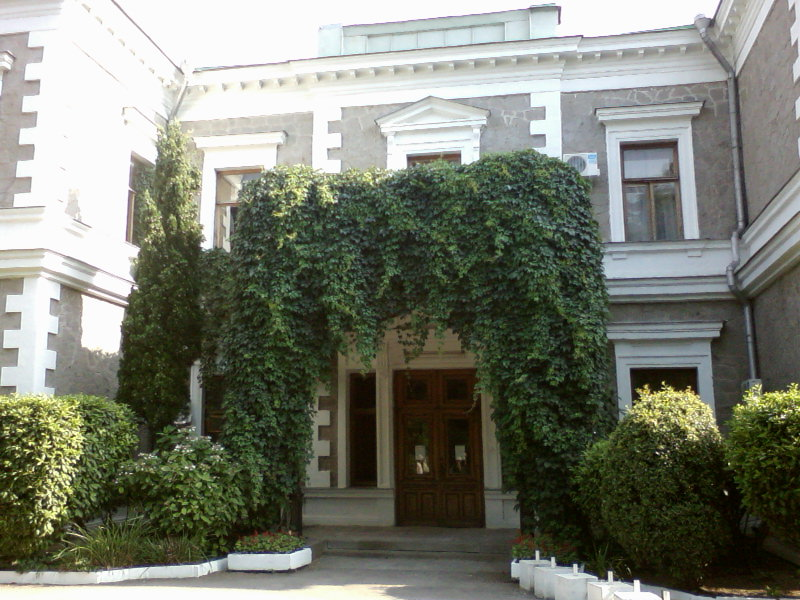
Усадебный дом Кузнецова

Кузнецов решил полностью перепланировать парк. Для этой цели он пригласил известного в то время художника-пейзажиста, профессора академии искусств Ю. Ю. Клевера и садовода Е. А. Альбрехта. Уход за насаждениями вёл кандидат агрономии, управляющий имением И. Янин. Благодаря посадке деревьев, привезённых из разных уголков Европы, Азии и Америки, Кузнецов за 5-6 лет на пустом месте создал один из лучших парков южного побережья.

По разнообразию диковинных растений парк соперничал с Никитским ботаническим садом, а по красоте ландшафтной композиции — с парком Алупкинского дворца графа Воронцова. Во времена А. Г. Кузнецова парк был заселён множеством редких птиц и животных. В путеводителе 1902 года А. Я. Безчинского так описывается парк 
В роскошном парке множество представителей субтропической флоры. Всевозможные пальмы: Latania, цикадовые, Chamerops excelsa, Dracaena indivisa, Musa, тропические папоротники и другие редкие растения. Есть много площадок, каскадов, фонтанов, семь проточных прудов с мелкой рыбой: масса «золотой» рыбки, морских карасей, карпов, раков и др. …Устроены павильоны с канарейками, японскими утками, лебедями и проч.
По приказу Кузнецова здесь также построили усадебный дом в стиле итальянского классицизма, где ныне располагается административный корпус санатория «Форос». В нём сохранились элементы дореволюционных интерьеров и участки: паркет, мраморная лестница, дубовые двери, гостиная с голландскими печами, 15 настенных панно, выполненных Ю. Ю. Клевером, а также терраса, украшенная чугунными вазами работы Демидовских металлургов.

### СССР
На территории национализированного имения "Форос" был создан санаторий.
Парк-памятник садово-паркового искусства создан в 1960 году Постановлением Кабинета Министров УССР от 29.01.1960 №105 "Об утверждении списка наиболее значимых парков-памятников садово-парковой архитектуры".

### Украина
Парк-памятник садово-паркового искусства разделен на три зоны, определяющие режим его использования:  
- Экспозиционная зона, площадью 28,7400 га, предполагающая свободное пешеходное движение в пределах существующей дорожно-тропиночной сети, регулируемое посещение спортивных, лечебно-оздоровительных и развлекательных объектов отдыхающими санатория "Форос", ограниченное экскурсионное обслуживание.
- Природоохранная зона, площадью 36,09 га, предполагающая регулируемое посещение, в пределах существующей дорожно-тропиночной сети.
- Хозяйственная зона, площадью 5.17 га, для размещения инженерных и других хозяйственных сооружений и коммуникаций, обеспечивающих бесперебойное функционирование санаторного и паркового комплексов, а также посёлка Форос.

Парк и санаторий из государственной собственности был продан структурам украинского олигарха Виктора Пинчука в 2002 году. В 2009 году контроль над санаторием перешел к структурам украинского олигарха Игоря Коломойского.

### Российская Федерация
После аннексии Крыма Россией власти республики Крым национализировали 87 объектов, принадлежащих структурам украинского олигарха Коломойского. Крымское руководство объяснило это тем, что Приватбанк, принадлежащий Коломойскому, не выполнил своих обязательств перед вкладчиками и средства, вырученные от продажи его имущество пойдут бывшим вкладчикам. В 2016 году санаторий продали Федерации профсоюзов республики Татарстан (ФПРТ) за 1,421 млрд рублей. Первоначально санаторий оценивался почти в 2,6 млрд рублей. Фактическими покупателями санатория стала нефтяная компания «Татнефть» из Татарстана.
В январе 2021 года на территории парка началась строительство капитальных сооружений. В феврале сотни людей приняли участие в протестных акциях, требуя остановить застройку, прекратить вырубку реликтовых деревьев и вернуть свободный доступ в парк. К активистам стали приходить представители силовых структур и проводить с ними профилактические беседы.
Перед началом работ нас заверили, что аллеи лишь облагородят, постройки отремонтируют, а проход к морю не будут перегораживать. Но скоро стало понятно, что эти обещания расходятся с действительностью: здание бывшей конюшни Ушакова 1905 года постройки уничтожили, разбили вазоны, краснокнижные кедры, можжевельники и магнолии вывозили колоннами "КамАЗов". Такое ощущение, что тут строят не детский лагерь, а жилой район
По данным активистов, в особо охраняемой природной территории регионального значения Республики Крым планируют построить 2 гостиничных корпуса, 11 гостевых вилл, яхт-клуб, дайвинг-центр, многоуровневый паркинг, три общежития, медцентр, служебную гостиницу и спорткомплекс с ледовым катком. По мнению юристов крымское региональное законодательство об особо охраняемых природных территориях их не защищает от застройки.
В сети было размещено коллективное обращение жителей Фороса к президенту России Владимиру Путину, в котором общественность просила президента России вмешаться для немедленной остановки строительства в парковой зоне, а также проверить законность деятельности крымского министерства экологии и природных ресурсов, в результате действий которого, интересы особо охраняемых природных территорий ущемляются в пользу застройщиков.
Получившую широкую огласку ситуацию прокомментировали в Кремле - пресс-секретарь президента РФ Дмитрий Песков пообещал, что в Кремле изучат обращение и зададут руководству Крыма соответствующие вопросы.
9 марта 2021 года прибыла комиссия выяснить, как Федерации профсоюзов республики Татарстан был продан не только санаторий, но и парковая территория и почему крымские власти допустили скандал федерального уровня.  В тот же день жители Фороса снова обратились к президенту России Владимиру Путину по поводу ситуации в Форосском парке, в частности, предложили наложить мораторий на строительство детского спортивного лагеря и провести ревизию всех строительных работ, которые ведутся на территориях других парков Крыма
В этот же день, 9 марта, «Глава Республики Крым Сергей Аксёнов повторно посетил Парк-памятник садово-паркового искусства «Форосский» и лично пообщался с представителями общественности и жителями пгт Форос.
В рамках мероприятия Сергей Аксёнов ещё раз подчеркнул, что проход в парк и на территорию пляжей останется свободным, никто не будет ограничивать их посещение.
Глава Крыма напомнил, что строительство детского оздоровительного центра на территории парка ведется на законном основании, при этом застройщик оградит минимально возможную территорию - три гектара, а не семь, как планировалось изначально.» 
Представитель застройщика разъяснил, что за объекты появятся на территории парка. Детско-молодежный оздоровительный комплекс «Ак Барс» для одаренных детей и студентов состоит из: 1) Спальный корпус №1 (реконструкция). Этажность – 3. Данный корпус рассчитан на заселение детей в возрасте от 12 лет; 2) Спальный корпус №2 (реконструкция). Этажность – 8. Рассчитан на заселение студентов и спортсменов в период их занятий, реабилитации и восстановления, а также для сопровождающих лиц; 3) Столовая с общежитием для персонала (реконструкция). Этажность – 3; 4) Многофункциональный спортивный комплекс (строительство). Этажность – 2; 5) Бассейн (реконструкция). Этажность – 3; 6) Клуб (капитальный ремонт). LЭтажность – 1.
«Тем не менее прокуратура Республики Крым начала проверку по факту застройки парка, для чего истребована проектная и техническая документация. Результаты проверки надзорный орган опубликует 23 марта.»
«Единственное нарушение, что уже выявлено - повреждения деревьев строительной техникой. За это застройщик выплатит предусмотренный КоАП штраф. Плюс взамен каждого спиленного дерева будет высажено пять новых, а к разработке дендроплана ООПТ привлекут специалистов Никитского ботанического сада.» 
«Также во время визита главы РК в поселок было принято решение  по просьбе местных жителей установить бюст герою обороны Севастополя Александру Степановичу Терлецкому.» 
«Министр курортов и туризма РК Вадим Волченко заверил, что пляжи санатория «Форос» будут благоустроены и останутся открытыми для посещения. Три дополнительных пляжа, которые расположены на территории поселка, также будут благоустроены. Речь идет о пляжах «Зеленый», «Тихая бухта», «Холодный».
«Эдуард Блажко, руководитель отдела паркового хозяйства санатория "Форос" заверил, что ситуация с парковой средой подконтрольна. Застройщик обеспечил старт компенсационных высадок, выделил средства для приобретения новых, в том числе экзотических растений. Например, вместо 2 поврежденных магнолий приобрели 25.»
Ситуация с застройкой парка получила широкую общероссийскую огласку - специальный репортаж "Что происходит в Крыму 7 лет спустя" на YouTube-канале «Редакция» Алексея Пивоварова, посвященный застройке парка набрал 1,5 миллиона просмотров за первую неделю.
12 апреля 2021 Минприроды Республики Крым приказами №411 и №412 прекратило действие своих же поправок к Положению об Особо охраняемых природных территориях от 30.12.2020 и 19.02.2021, разрешавших строительство в Особо охраняемых природных территориях. 21 апреля 2021 года стройка в парке остановлена.

### Памятники
На территории экспозиционной зоны находится: 
- объект культурного наследия федерального значения - Дворец А.Г. Кузнецова (постройка 1889 г.), в котором работали А.М. Горький и Ф.И. Шаляпин (ныне корпус №1 санатория "Форос").
- могила А.С. Терлецкого - начальника Форосской погранзаставы, комиссара Балаклавского партизанского отряда и братская могила советских воинов, погибших в боях с немецко-фашистскими захватчиками.